# Projeto TAMAR
O Projeto TAMAR é um projeto conservacionista brasileiro que atua na preservação das tartarugas-marinhas ameaçadas de extinção. É uma entidade de direito privado, sem fins lucrativos e fica sediado na Praia do Forte, no município de Mata de São João, no interior do estado da Bahia.
O nome TAMAR é uma contração das palavras tartaruga e marinha, necessária, no início da década de 1980, para a confecção das pequenas placas de metal utilizadas para a identificação dos espécimes pelo projeto, para estudos de biometria, monitoramento das rotas migratórias e outros.

## História
A ideia do projeto TAMAR surgiu na década de 1970 por meio de um grupo de estudantes de oceanografia que viajavam para praias desertas para realizar pesquisas. Naquela época, no Atol das Rocas, os pesquisadores documentaram pescadores matando tartarugas-marinhas. Fotos e alguns relatórios foram enviados às autoridades, que estavam querendo iniciar um programa de conservação marinha dando início ao programa que se desdobrou no Projeto Tamar, fundado no ano de 1980.
Segundo levantamentos realizados foram fundamentais as participações do Almirante Ibsen de Gusmão Câmara, fundador da Fundação Brasileira para a Conservação da Natureza (FBCN) como irradiador do projeto, Maria Thereza Jorge Pádua, fundadora da Fundação Pró-Natureza (Funatura), Renato Petry Leal, da Fundação Zoobotânica do Rio Grande do Sul, José Catuetê Albuquerque, fundador do Projeto TAMAR e Guy Marcovaldi, fundador dos projetos TAMAR e Pró-TAMAR. Guy Marcovaldi, um dos fundadores do projeto, é o atual coordenador nacional do Tamar, que conta com recursos do Instituto Chico Mendes de Conservação da Biodiversidade (ICM-Bio), ligado ao governo federal, da montadora de carros estadunidense Jeep e dos turistas que visitam suas instalações pagando bilheteria e comprando camisetas do projeto.
Após uma parceria de mais de quarenta anos, a empresa estatal de energia Petrobras, na gestão do presidente Jair Bolsonaro (PL) e com aval do então presidente da empresa Joaquim Silva e Luna, optaram por encerrar o patrocínio concedido pela empresa ao projeto.

## O que o Tamar faz

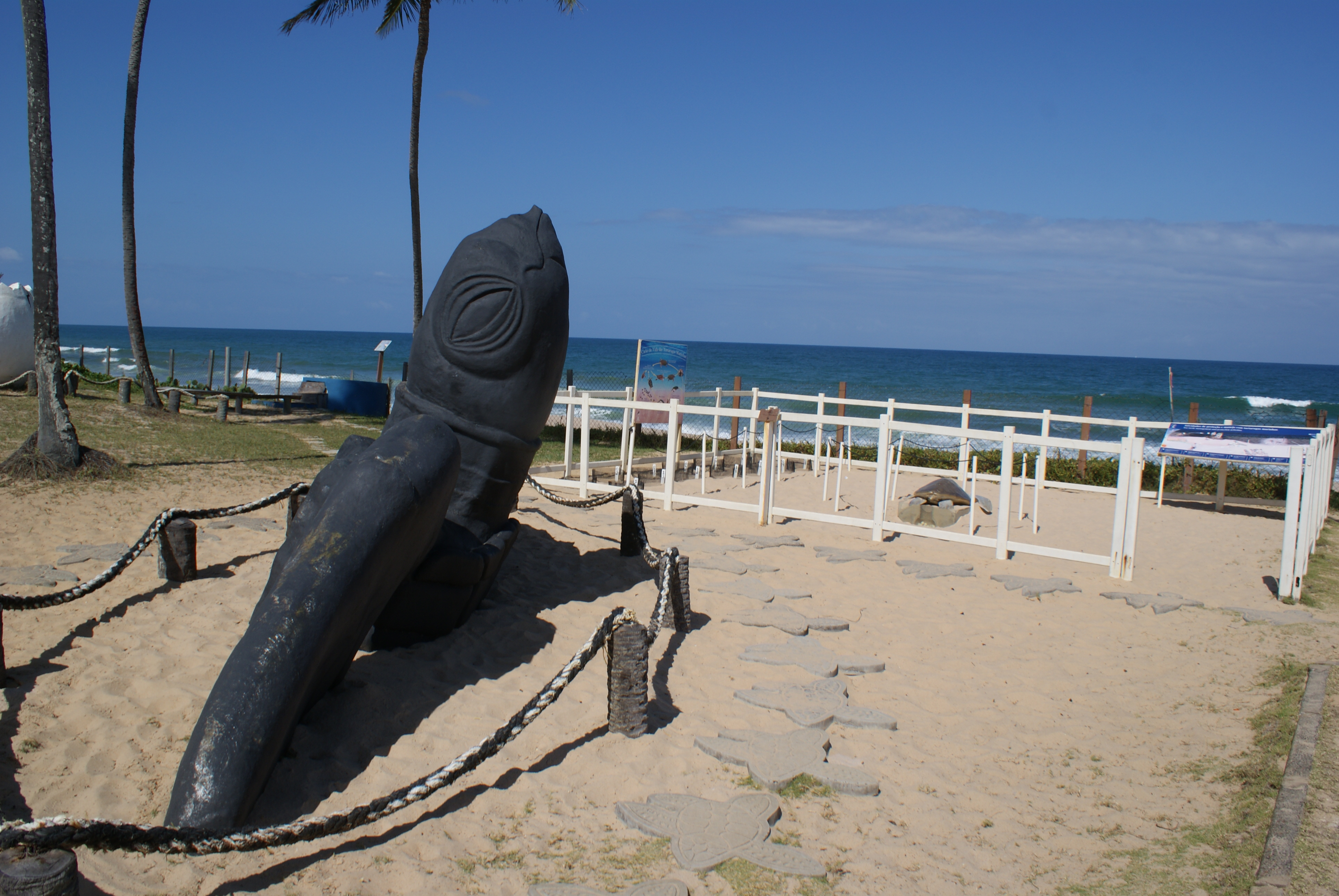
Tartaruga-marinha na praia do Forte, Bahia, Brasil.

### Missão
O Tamar surgiu com um objetivo de proteger tartarugas-marinhas que estão ameaçadas de extinção no litoral brasileiro. Com o tempo, porém, percebeu-se que os trabalhos não poderiam ficar restritos às tartarugas, pois uma das chaves para o sucesso desta missão seria o apoio ao desenvolvimento das comunidades costeiras, de forma a oferecer alternativas econômicas que amenizassem a questão social, diminuindo assim a caça das tartarugas-marinhas para a sua sobrevivência. O Tamar também protege tubarões e outras espécies de vida marinha.
As atividades são organizadas a partir de três linhas de ação:
- Conservação e pesquisa aplicadas;
- Educação Ambienta;
- Desenvolvimento local sustentável.

Desde o início, tem sido necessário desenvolver técnicas pioneiras de conservação e desenvolvimento comunitário, adequadas às realidades de cada uma das regiões trabalhadas. As atividades estão atualmente concentradas em vinte e uma bases, distribuídas em mais de mil e cem km de costa. Assim, para garantia de efetiva proteção das tartarugas, promove-se também a conservação dos ecossistemas marinho e costeiro e o desenvolvimento sustentável das comunidades próximas às bases - estratégia de conservação conhecida como espécie-bandeira ou espécie-guarda-chuva.
Essas atividades envolvem atualmente cerca de mil e duzentas pessoas, a maioria moradores das comunidades, essenciais para a proteção das tartarugas marinhas, pois melhoram as condições do seu habitat e diminui a pressão humana sobre os ecossistemas e as espécies.
O número de ninhos para todas as espécies de tartarugas marinhas no país continua aumentando. Na 35ª temporada reprodutiva monitorada pelo TAMAR (2015-16), foram protegidos 26 mil ninhos, gerando 2,5 milhões de filhotes que chegaram ao mar em segurança.
Após 35 anos de trabalho, o TAMAR devolveu ao mar mais de 25 milhões de filhotes de tartarugas marinhas.

## Bases do projeto

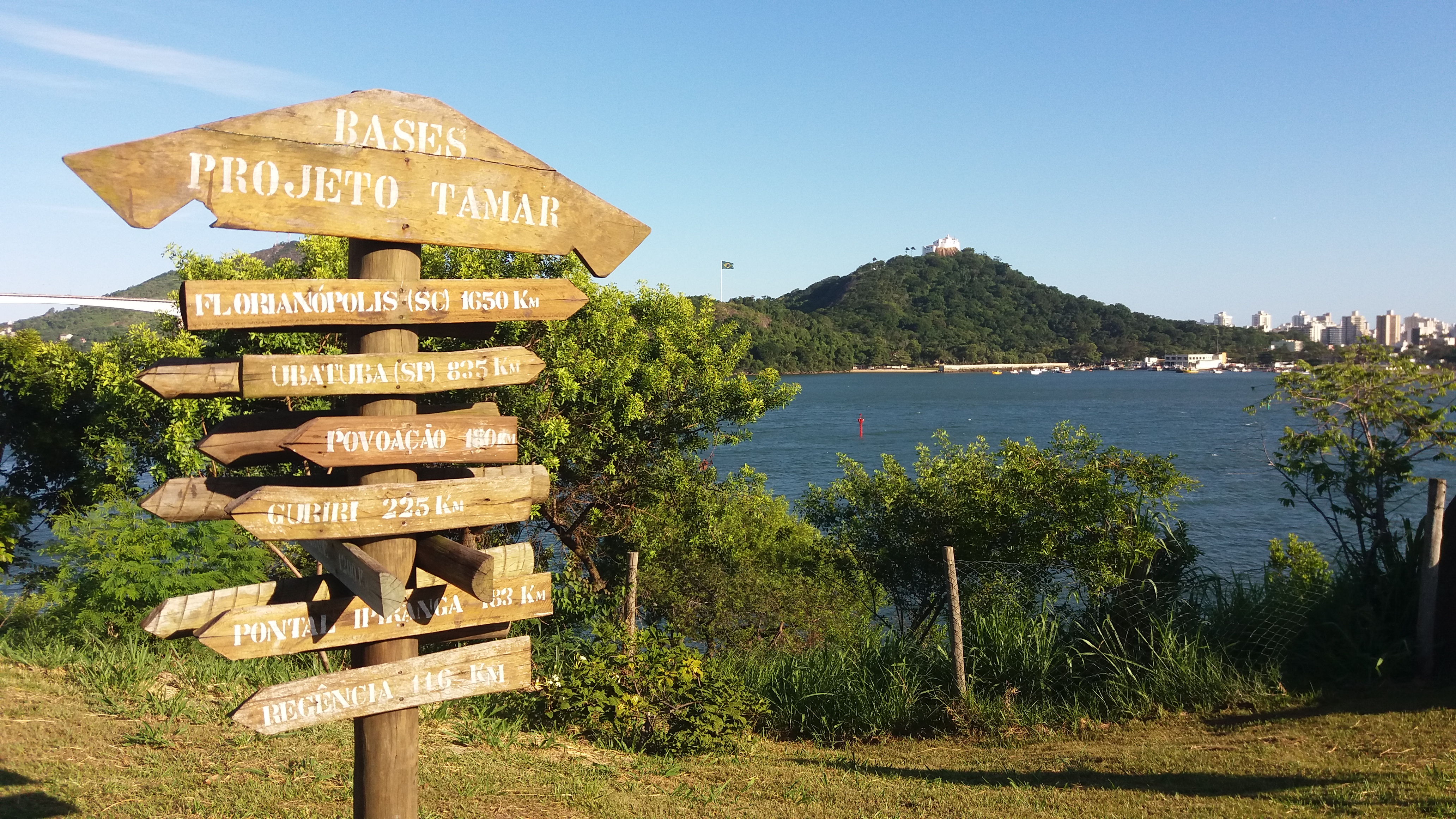
Indicação de diversas bases do Projeto Tamar, na base de Vitória. Ao fundo, o Convento da Penha.

Atualmente, há 22 bases do projeto pelo litoral do nordeste, sudeste, e sul.
As localizações das bases são:
- Fernando de Noronha, Pernambuco
- Pipa, Rio Grande do Norte
- Ponta dos Mangues, Sergipe
- Pirambu, Sergipe
- Aracaju, Sergipe.
- Abaís, Sergipe
- Mangue Seco, Bahia
- Sítio do Conde, Bahia
- Costa do Sauípe, Bahia
- Praia do Forte, Bahia
- Arembepe, Bahia
- Busca Vida, Bahia
- Guriri, Espírito Santo
- Pontal do Ipiranga, Espírito Santo
- Povoação, Espírito Santo
- Vila de Regência, Espírito Santo
- Ilha de Trindade, Espírito Santo
- Vitória, Espírito Santo
- Farol de São Tomé, Rio de Janeiro
- Ubatuba, São Paulo
- Beto Carrero World, Santa Catarina
- Florianópolis, Santa Catarina

## Sergipe
O litoral de Sergipe possui a maior concentração de desovas da tartaruga-oliva (Lepidochelys olivacea) no país. Também são registradas, em menores proporções, desovas das  tartarugas-cabeçudas (Caretta caretta),  tartarugas-de-pente (Eretmochelys imbricata) e  tartarugas-verdes (Chelonia mydas).
As bases de Pirambu, Abaís e Ponta dos Mangues protegem, juntas, cento e vinte e cinco dos cento e sessenta e três quilômetros de praias sergipanas e protegem mais de duas mil e quinhentas desovas/ano e cerca de cento e trinta e cinco mil filhotes.
O Oceanário de Aracaju e o Centro de Educação Ambiental da Reserva Biológica de Santa Isabel recebem cerca de 170 mil visitantes/ano, sendo 17 mil atendimentos especiais através do Programa de Visitas Orientadas (PVO).
Em Pirambu é desenvolvido o Programa de valorização cultural, envolvendo grupos folclóricos, quadrilhas juninas, capoeira, bordadeiras e o encontro cultural Culturarte. Todas estas atividades se concentram no Clubinho da tartaruga, uma estrutura construída em taipa, em regime de mutirão pela comunidade.